# Бюлер, Шарлотта
Шарло́тта Бю́лер (нем. Charlotte Malachowski Bühler; 20 декабря 1893, Берлин — 3 февраля 1974, Штутгарт) — психолог, доктор философии, специалист по детской психологии. Ученица Эдмунда Гуссерля, жена Карла Бюлера. Считала, что в основе человеческой природы лежит «намерение» (интенция). На основе изучения реальных биографий представителей различных социальных групп Шарлотта Бюлер сформулировала идею о многофазности  жизненного пути человека, где понятие фазы указывает на изменение направления развития.
Ш. Бюлер возглавила Ассоциацию гуманистической психологии, созданную совместно с Карлом Роджерсом и Абрахамом Маслоу.

## Биография
Шарлотта Бюлер (урождённая Малаховски) родилась 20 декабря 1893 года в Берлине. После окончания школы изучала естественные и общественные науку в университете Фрайбурга и в Берлинском университете.
Ее отец – Герман Малаховски (1853–1934), архитектор, по национальности еврей. Мать – Катарина Роза (урождённая Кристеллер) (1873–1942). Шарлотта была старшая из двоих детей. Ее крестили, она протестантка.
Интерес к психологии возник еще во время ее обучения в  школе для девочек и лицее Августы Виктории в Шарлоттенбурге. Учась в старших классах Шарлотта самостоятельно провела эксперимент по исследованию мышления. Она взяла высказывания, разделила на слова, слова перемешала и в смешанном порядке напечатала на портативной пишущей машинке. В эксперименте принимали участие брат, подруги, родители, родственники, они  должны были восстановить высказывание, составить мысль из слов. Целью эксперимента были переживания испытуемых. Уже позже, учась в университете, Шарлотта  обнаружила в библиотеке, что до неё аналогичный эксперимент был проведён К. Бюлером.
В 1913 изучает философию у Г. Риккерта и Э. Гуссерля, а также психологию, ботанику, медицину, германистику во Фрайбургском университете.
Во время зимнего семестра 1913–1914 изучала психологию у К. Штумпфа, медицину, литературу, педагогику в Берлинском университете.
С весны по  лето 1914,  посещала Психологический институт и Женский педагогический колледж. 
С осени 1914 продолжила обучение в Берлине, посещала курсы К. Штумпфа, Б. Эрдмана и Г. Зиммеля.
Весною 1915 сдала экзамен на квалификацию школьного учителя.
Осенью 1915 года для работы над диссертацией переехала в Мюнхен, где в Психологическом институте преподавал основатель вюрцбургской школы психологии Освальд Кюльпе. Там она познакомилась со своим будущим мужем Карлом Бюлером. 4 апреля 1916 года они поженились.
23.02.1917 родилась дочь Ингеборга.
02.06.1919 родился сын Рольф Дитрих.
В 1918 году Шарлотта Бюлер защитила диссертацию в Мюнхене и получила степень доктора философских наук.
Осенью 1918 г. семья переехала в Дрезден для работы в Высшей технической школе. 
В 1920 г.  стала первой женщиной в Саксонии, получившая звание приват-доцента по эстетике и педагогической психологии.
Шарлотта Бюлер продолжила изучение детской и подростковой психологии. Стала профессором Венского университета.
Весною 1923 г. приват-доцент Шарлотта Бюлер получила  право и заниматься наукой и читать лекции в Венском университете. Период исследований с 1922 по 1938 касался возрастной периодизации психического развития от младенчества до подросткового возраста. Ее венская исследовательская лаборатория сотрудничала с Центром по временному пребыванию и усыновлению детей, центр был создан в ходе социальных реформ Красной Вены, где Шарлотта Бюлер с коллегами и студентами проводила наблюдения, исследования, а так же теоретические и практические занятия. В этот период ею были разработаны методики диагностики психического развития ребёнка для разных возрастных групп. В методику входили схемы наблюдения, эксперименты со свободной игрой, тесты интеллекта, техники интерпретации дневниковых записей. Наибольшую ценность представляли методы психологической диагностики детей от 0 до 2 лет, которые используются и сегодня. В венских исследованиях принимали:  
Хильдегард Хетцер (Hildegard Hetzer, 1899–1991),  
Лотте Шенк-Данцингер (Lotte Schenk-Danzinger, 1905–1992), 
Эльза Кёлер (Elsa Köhler, 1879–1940), 
Беатрис Тудор-Харт (Beatrix Tudor-Hart, 1903–1979),  
Эльзе Френкель-Брунсвик (Else Frenkel-Brunswik, 1908–1958),  
Карл Райнингер (Karl Reininger) и др.  
В 1930-х г.одах  приобрела международную известность созданная ею Венская школа детской психологии. 
С октября 1924 до лета 1925, благодаря стипендии Фонда Лауры Спелман-Рокфеллер. провела в Колумбийском университете , где познакомилась с ведущими американскими психологами, такими как: Э. Торндайком, А. Гезеллом. Позже, ещё несколько лет фонд продолжал поддерживать её исследования.   
В 1929 г. Шарлотта ,  вместе с другими прогрессивными женщинами основала австрийское отделение Международного клуба работающих женщин Soroptimist International, который выступал за равные права женщин. 
11 мая 1929 г. получила статус неординарного профессора Венского университета.
После Аншлюса Австрии Шарлотта Бюлер с мужем были вынуждены прекратить работу в университете из-за еврейского происхождения. Они переехали в Осло, где она работала профессором в Университете Осло. В 1940 году вслед за своим мужем эмигрировала в США. В 1942 году устроилась на должность главного психолога в Центральной больнице Миннеаполиса. В 1945 году получила американское гражданство и переехала в Лос-Анджелес, где стала главным психологом в больнице округа. Там она проработала до 1958 года, в то же время она была профессором психиатрии в Университете Южной Калифорнии.
Затем занималась частной практикой в Беверли-Хиллз.
В 1952 году Шарлотта опубликовала книгу «Проблемы детства и учитель», как пособие для практикующих школьных консультантов и педагов-психологов.
С 1957 по 1958 года была её президентом Ассоциации групповой психотерапии Южной Калифорнии.
В 1959 году  опубликовала статью «Наблюдения за четырьмя основными тенденциями жизни» о  своей теории мотивации жизненного пути.
В 1960 году Шарлотта Бюлер была преподавателем в Университете Брендайса, штат Массачусетс, на психологическом факультете, которым руководил А. Маслоу.
Наряду с А. Маслоу, К. Роджерсом, Р. Мэем, В. Франклом, К. Гольдштейном стала соорганизатором  нового объединения психологов – Ассоциации гуманистической психологии.
В 1962 год выпустила  книгу «Ценности в психотерапии».
В 1963 году  предложила «Опросник жизненных целей» (Questionnaire on Goals and Fulfillments).
В 1964 году участвовала в 1-й конференции по гуманистической психологии
С 1965 по 1966 годы была президентом  Ассоциации гуманистической психологии.
В 1970 году участвовала  в 1-й международной конференции по гуманистической психологии в Амстердаме.
Шарлотта Бюлер принимала участие в создании журнала по гуманистической психологии Journal of Humanistic Psychology.
Её муж умер 24 октября 1963 года в Лос-Анджелесе. Сама Шарлотта Бюлер заболела в 1970 году и переехала в 1971 году вместе со своими детьми в Штутгарт, где умерла 3 февраля 1974 года в возрасте 80 лет.

## Память
В 1992 году в Вене был основан Институт прикладных исследований детей младшего возраста, который носит имя Шарлотты Бюлер. 
В1995 году, на здании, в котором до 1934 года находился венский Психологический институт, была размещена мемориальная доска в честь Шарлотты и Карла Бюлеров.
Бюст Шарлотты Бюлер работы скульптора Т. Баумана в 2016 году был установлен в Аркадном дворе Венского университета.
Стипендия для женщин-исследователей (Charlotte-Bühler-Stipendium) названа именем Шарлотты Бюлер.
Шарлотта Бюлер является автором более 55 работ, изданных  на 16 языках мира. 
Научный архив Шарлотты и Карла Бюлеров размещён в архиве Венского университета и доступен для общего пользования и исследований.